# Jaime Darío Espeleta
Jaime Darío Espeleta Herrera (Valledupar, departamento del Cesar), es un abogado y político colombiano.

## Biografía
Nació en el municipio de Valledupar, departamento del Cesar. Estudió derecho en la Universidad de la Costa, posteriormente realizó dos especializaciones, una en relaciones internacionales en la Universidad Jorge Tadeo Lozano y otra en derecho internacional privado en la Universidad de Salamanca.
Fue elegido Secretario de Gobierno de la Gobernación de La Guajira en 2000. Además ejerció como diputado. Posteriormente trabajó como docente universitario en la Universidad de La Guajira, donde impartió las clases de Legislación Laboral, Derecho Administrativo y Democracia. Durante varios años ejerció como Parlamentario Andino en representación de Colombia y fue presidente de la Comisión de Ética y Estatuto del Congresista. Asimismo fue presidente de la Comisión Segunda Constitucional Permanente de la Cámara de Representantes a finales de diciembre de 2012.
Ejerció como miembro de la Cámara de Representantes de Colombia por el departamento de La Guajira para el período 2002-06.
En 2015 fue premiado como líder y embajador del Caribe en Bogotá por el círculo de periodistas independientes del Caribe Colombiano, sociedad que organiza los premios Politika.

## Caso Autodefensas
Durante su período como Representante recibió varios mensajes de texto por parte de las Autodefensas Unidas de Colombia, quienes le ofrecieron apoyo para las elecciones legislativas de aquel entonces. Además fue citado para mantener una reunión con Rodrigo Tovar Pupo, sin embargo, Espeleta se negó a recibir el apoyo y reunirse con el jefe paramilitar, lo que originó amenazas en su contra. Al haber sido declarado objetivo militar por las Autodefensas Unidas de Colombia, Espeleta debió salir por fuera de La Guajira.
La Corte Suprema de Justicia lo declaró inocente de cualquier vínculo con el grupo paramilitar.